# 中国人民解放军总政治部
中國人民解放軍總政治部，标准簡稱總政治部，亦简称总政，是中國人民解放軍已撤销的一个政治工作机关。
總政治部負責中國人民解放軍的宣傳、思想政治、青年、組織、紀律工作，並負責保衛及對外聯絡工作。
总政治部前身是1930年创建的中共中央军委总政治部，1954年正式改称现名。2016年1月，在深化国防和军队改革中，决定撤销总政治部。拆分为中央军事委员会政治工作部、纪律检查委员会（监察委员会）、政法委员会等三个部门。

## 历史
1930年，中共中央军委组建中共中央军委总政治部。1931年，中共中央革命军事委员会决定组建中共中央革命军事委员会总政治部。
1937年8月25日中革军委总政治部兼前敌政治部兼红一方面军政治部，改编为八路军政治部，任弼时任主任，邓小平任副主任，9月初随八路军总指挥部出发东进山西抗日。1937年10月16日，在延安设立中共中央军委总政治部，主任任弼时，副主任邓小平，在邓未回军委以前由毛泽东暂代其职。与军委机关一起驻延安王家坪。1938年2月28日，为统一对外名义，军委政治部以八路军政治部名义出现，主任任弼时（未到职），副主任傅钟、谭政。晋东南的八路军政治部以“野政”、“集政”名义对外。1938年8月4日起王稼祥任总政主任。
- 顾问：野坂参三（1940年5月就任）
- 秘书长王若飞、彭嘉伦（1940-1942秋）、舒同（1942秋-）
- 秘书处处长汤平（1938.4-1940）
  - 文书科科长赵承丰
  - 总务科科长李文华、李继开
- 组织部部长方强（1938.3-1941.3）、傅钟（兼，1941.4-1942）、胡耀邦（1942秋）。副部长胡耀邦（1939-1942秋）
  - 组织科科长汪洪清、吴强、黎兴
  - 干部科科长许兴、张如屏、袁文
  - 调查统计科科长萧学林
- 宣传部部长徐梦秋（1937.10-1938初）、陈正人（1938.1-1938.3）、李卓然（1938.3-1938.12）、萧向荣（1938.12-1942.12）。副部长彭嘉伦（1939-1942秋）
  - 宣传科科长：刘型、李兆炳、魏传统
  - 教育科科长：李卓然、段苏权、魏传统
  - 电影放映处处长：余非
  - 电影队支书：李肃（病逝）
- 锄奸部（1938.10.23设立），部长吴溉之，副部长欧阳毅
  - 第一科科长钱益民
  - 第二科科长李基
  - 第三科科长何兰阶
- 联络部（1938.11.4设立），部长王若飞（1938.11-1940）、谭政（兼，1940-1942）
  - 联络科科长邹大鹏
- 敌军工作科（1938-1940夏）科长刘型
- 敌军工作部（1940.6.8-）部长王学文，副部长李初黎
- 直属工作部（1938年初成立）部长吴溉之、易秀湘，直工部巡视团主任方国南
- 直属政治部（1939年由直工部改成）主任胡耀邦（兼），副主任王赤军
- 《八路军军政杂志》（1939.1.2-1942.3）编辑委员会委员：毛泽东、王稼祥、肖劲光、郭化若、萧向荣（主编）。编辑田野、姜克夫。
- 总政战地工作考察团（1939.1-1940.7），团长方强。

1943年1月16日，精兵简政，总政治部大部分干部调入到新组建的陕甘宁晋绥联防军政治部工作，所余人员迁驻延安杨家岭，组织精干的总政治部：
- 主任王稼祥
- 副主任谭政（联防军副政委兼政治部主任）、傅钟（联防军政治部副主任）
- 顾问：野坂参三
- 秘书长舒同（1943-1944秋）、陶铸（1944秋-1945秋）
- 组织部长胡耀邦
- 宣传部长舒同（1943-1944秋）、陶铸（1944秋-1945秋）
  - 宣传科长兼教育科长魏传统
- 锄奸部长吴溉之，副部长黄欧东
- 敌军工作部部长王学文，副部长李初黎
- 军政研究室主任陶铸（兼）

抗日战争胜利后，军委总政治部大部分人员赴东北,组建东北民主联军总政治部。
1949年，中华人民共和国成立中央人民政府人民革命军事委员会，中革军委设中央人民政府人民革命军事委员会总政治部。1954年，正式改名为中国人民解放军总政治部。
1966年，文化大革命爆发，总政治部受到严重破坏。1967年7月25日，林彪和江青等人提出“彻底砸烂总政阎王殿”后，总政治部主任、副主任等领导干部都被关押、批斗和审查，总政治部机关陷于瘫痪。1967年11月，军委办事组政工组，取代了总政治部领导。1968年10月，对总政治部实行军事管制。1969年10月，开始重新组建总政治部。1969年12月，总政治部恢复办公。
1977年，总政治部增设中国人民解放军军事法院和中国人民解放军军事检察院。
1978年中共十一届三中全会以后，总政治部得到了恢复和发展。总政治部根据中央军委的决定，调整了机构：设组织部、干部部、宣传部、文化部、保卫部、联络部、群工部、军事检察院、军事法院和办公厅、直政部、管理局。
1982年，总政治部的机构又作了精简，总政领导班子再次进行调整，总政办公厅改为总政办公室。
1985年，总政管理局和直政部合并为直工部，总政办公室改为总政办公厅。
2016年1月，在深化国防和军队改革中，中央军委决定撤销中国人民解放军总政治部。将总政治部的陆军相关职责划归中国人民解放军陆军政治工作部、中国人民解放军陆军纪律检查委员会。原属总政治部的军事保卫、审判、检察职责划归中央军事委员会政法委员会。原属总政治部的纪律检查职责划归中央军事委员会纪律检查委员会（监察委员会）。原属总政治部的其他职责整合组建中央军事委员会政治工作部。

## 职责
根据有关规定，2016年机构撤销前，总政治部承担下列任务：
1. 遵照中共中央、中央军委的决议和指示，根据党的基本路线和军队的任务，制定全军政治工作的方针、政策、规章制度，
2. 领导全军学习马克思列宁主义、毛泽东思想与邓小平建设有中国特色的社会主义理论，
3. 领导全军搞好政治思想建设、党的建设、干部队伍建设与基层建设，
4. 保证党对军队的绝对领导，保证人民军队的性质，巩固军队内部的团结以及军政军民的团结，保证军队战斗力的不断提高和各项任务的顺利完成。

## 机构设置
根据有关规定，2016年机构撤销前，总政治部设置下列机构：

### 内设机构
- 中国人民解放军总政治部办公厅
- 中国人民解放军总政治部组织部
- 中国人民解放军总政治部干部部
- 中国人民解放军总政治部宣传部
- 中国人民解放军总政治部纪律检查部
- 中国人民解放军总政治部保卫部
- 中国人民解放军总政治部文化部
- 中国人民解放军总政治部联络部
- 中国人民解放军军事法院[註 1]
- 中国人民解放军军事检察院[註 2]
- 中国人民解放军总直属队军事法院
- 中国人民解放军总直属队军事检察院

### 直属单位
- 解放军报社
- 中国人民解放军八一电影制片厂
- 中国人民革命军事博物馆
- 中国人民解放军出版社
- 中国人民解放军总政治部三一一基地
  - 海峡之声广播电台
- 中国人民解放军军乐团
- 中国人民解放军总政治部歌舞团
- 中国人民解放军总政治部歌剧团
- 中国人民解放军总政治部话剧团
- 中国人民解放军八一体育工作大队
- 中国人民解放军南京政治学院
- 中国人民解放军西安政治学院
- 中国人民解放军艺术学院

### 派出机关
- 新华社解放军分社[註 3]
- 中央人民广播电台军事部[註 4]
- 中国人民解放军电视宣传中心（中央电视台军事节目中心）[註 5]

## 历任领导

### 中国人民解放军总政治部成立前
| 姓名   | 图像 | 在任时间      | 军衔 | 职务                                                                                                   |
| ------ | ---- | ------------- | ---- | --- |
| 鲁 易  |      | 1930年8月     |      | 中共中央军委总政治部主任                                                                               |
| 毛泽东 |      | 1931年2月     |      | 中共中央革命军事委员会总政治部主任                                                                     |
| 周以栗 |      | 1931年10月    |      | 中共中央革命军事委员会总政治部代理主任                                                                 |
| 王稼祥 |      | 1931年11月    |      | 中央革命军事委员会总政治部主任                                                                         |
| 贺 昌  |      | 1933年5月     |      | 中共中央革命军事委员会总政治部代理主任                                                                 |
| 顾作霖 |      | 1934年2月     |      | 中共中央革命军事委员会总政治部代理主任                                                                 |
| 李富春 |      | 1934年5月     |      | 中共中央革命军事委员会总政治部代理主任                                                                 |
| 博 古  |      | 1935年6月     |      | 中共中央革命军事委员会总政治部代理主任                                                                 |
| 陈昌浩 |      | 1935年7月     |      | 中国工农红军总政治部主任                                                                               |
| 王稼祥 |      | 1935年12月    |      | 中共中央革命军事委员会总政治部主任                                                                     |
| 任弼时 |      | 1937年8月     |      | 中共中央军委总政治部主任                                                                               |
| 王稼祥 |      | 1938年8月     |      | 中共中央军委总政治部主任                                                                               |
| 刘少奇 |      | 1945年8月23日 |      | 中共中央军委总政治部主任 中国人民革命军事委员会总政治部主任 中央人民政府人民革命军事委员会总政治部主任 |
| 罗荣桓 |      | 1950年4月     | 元帅 | 中央人民政府人民革命军事委员会总政治部主任                                                             |

### 中国人民解放军总政治部主任
| 姓名   | 图片 | 在任时间               | 军衔 | 最高职务 |
| ------ | ---- | ---------------------- | ---- | -------- |
| 罗荣桓 |      | 1954年9月 －1956年12月 | 元帅 |          |
| 谭 政  |      | 1956年12月－1961年1月  | 大将 |          |
| 罗荣桓 |      | 1960年1月－1963年12月  | 元帅 |          |
| 萧 华  |      | 1964年9月－1967年12月  | 上将 |          |
| 李德生 |      | 1970年4月－1973年12月  | 上将 |          |
| 张春桥 |      | 1975年1月－1976年10月  |      |          |
| 韦国清 |      | 1977年8月－1982年9月   | 上将 |          |
| 余秋里 |      | 1982年9月－1987年11月  | 中将 |          |
| 杨白冰 |      | 1987年11月－1992年11月 | 上将 |          |
| 于永波 |      | 1992年11月－2002年11月 | 上将 |          |
| 徐才厚 |      | 2002年11月－2004年9月  | 上将 |          |
| 李继耐 |      | 2004年9月-2012年10月   | 上将 |          |
| 张阳   |      | 2012年10月-2016年1月   | 上将 |          |

## 历任副主任
| 傅锺上将 （1949年10月 至1967年7月） （1977年8月 至1985年3月） | 萧华上将 （1950年4月 至1964年9月）                                | 甘泗淇上将 （1953年4月 至1964年2月）                              | 谭政大将 （1954年10月 至1956年12月） （1961年1月 至1965年11月） | 刘志坚中将 （1957年10月 至1967年1月） | 徐立清中将 （1960年12月 至1967年1月） （1975年8月 至1980年1月） | 梁必业中将 （1960年12月 至1966年6月） （1974年12月 至1982年9月） | 袁子钦中将 （1966年6月 至1968年2月）   |
| 刘西元中将 （1967年6月至10月）                                | 黄志勇中将 （1969年10月 至1972年7月）                             | 田维新少将 （1969年10月 至1974年3月） （1974年12月 至1977年10月） | 魏伯亭大校 （1974年1月 至1976年10月）                           | 黄玉昆少将 （1975年8月 至1985年3月）  | 颜金生少将 （1977年9月 至1985年3月）                            | 朱云谦少将 （1978年10月 至1987年11月）                           | 甘渭汉中将 （1980年1月 至1985年3月）   |
| 史进前少将 （1980年1月 至1982年12月）                         | 华楠少将 （1980年1月 至1985年3月）                                | 周克玉上将 （1985年2月 至1990年4月）                              | 周文元中将 （1985年2月 至1992年10月）                           | 郭林祥上将 （1985年10月 至1990年4月） | 于永波上将 （1989年8月 至1992年10月）                           | 李继耐上将 （1990年4月 至1992年10月）                            | 王瑞林上将 （1992年10月 至2002年11月） |
| 周子玉上将 （1993年5月 至2000年12月）                         | 徐才厚上将 （1993年12月 至1996年11月） （1999年9月 至2002年11月） | 杜铁环上将 （1993年12月 至1994年10月）                            | 唐天标上将 （1995年7月 至2005年12月）                           | 袁守芳上将 （1996年11月 至2004年7月） | 张树田上将 （1998年12月 至2004年12月）                          | 孙忠同上将 （2004年7月 至2009年12月）                            | 刘永治上将 （2004年12月 至2009年12月） |
| 刘振起上将 （2005年12月 至2011年6月）                         | 贾廷安上将 （2007年12月至2016年1月）                              | 童世平海军上将 （2009年12月 至2012年10月）                        | 杜金才上将 （2009年12月至2016年1月）                            | 吴昌德上将 （2011年6月至2016年1月）   | 殷方龙上将 （2012年10月至2016年1月）                            |                                                                  |                                        |

## 标志
中国人民解放军总政治部除使用军旗和军徽外，还拥有自己的臂章，于2007年启用。臂章呈盾形，绿地，绘有八一军旗、两把交叉的步枪与两支交叉橄榄枝的图案，并在上方写有“中国人民解放军总政治部”的字样。臂章主要佩戴在总政治部人员的常服的左臂上。